# Джад Вог, Фредерик
Фредерик Джад Вог (англ. Frederick Judd Waugh; 13 сентября 1861, Нью-Джерси — 10 сентября 1940) — художник-маринист из Соединённых Штатов, также мастер цветочных натюрмортов. Фамилию художника иногда передают как Во.

## Жизнеописание
Родился в Нью-Джерси. Происходил из семьи художников. Мать, Мэри Элиза Янг Вог, была художницей миниатюр, отец, Сэмюэль Вог, был художником-портретистом.

## Парижский период
Художественные навыки получил в мастерской отца, а затем три года учился в Пенсильванской академии изящных искусств у Томаса Икинса.
После академии отбыл в Париж, где учился в академии Жюлиана, его руководителями были Тони Робер-Флери и Уильям Бугро. В 1883 году его первая картина была принята на выставку в Парижский салон.

## Смерть отца и работа в США
В 1885 году умер отец и Фредерик Джад вынужденно возвращается в Соединенные Штаты. Семь лет молодой художник работал на родине, создавал портреты и работал в самых разных направлениях.

## Британский период
В 1892 году он вернулся в Западную Европу и посетил Париж. В 1893 году Фредерик при посещении побережья Ла-Манш заинтересовался морскими пейзажами, начал изучать и рисовать скалы, камни и морские воды. После 1895 года он поселился в юго-западной Британии на полуострове Корнуолл, где создал собственную студию в малом городке Сен Айвз. Он создал ряд морских пейзажей с диким побережьем, скалами и могучими волнами (без лодок или парусников, которыми так пытались привлечь покупателей второстепенные художники), чем привлек внимание художественных критиков и сторонников живописи.
Кроме диких морских пейзажей, он работал как иллюстратор книг и для ряда британских газет и журналов. Пребывание в Британии растянулось на двенадцать лет.

## Последние годы в США
В 1907 году Фредерик Джад вернулся в Соединенные Штаты и впоследствии поселился в городе Принстон, штат Массачусетс. Принимал участие в ряде Международных выставок Карнеги в городе Питсбург. Он отличался заметной производительностью и создавал до десяти картин за месяц с несколько монотонными морскими пейзажами. Долгое время не имел постоянной студии. Бизнесмен и железнодорожный магнат Уильям Эванс предложил ему студию в обмен на одну авторскую картину за один год.
Жена художника выращивала цветы. Фредерик Джад заинтересовался цветами и создал ряд цветочных натюрмортов, которые станут неожиданной страницей его творчества в сравнении с предыдущими произведениями. Цветочные натюрморты художника с неожиданной подачей, декоративные и реалистичные — на фоне разрушительных и авангардных тенденций живописи Соединенных Штатов первых десятилетий 20 века.
В 1914 году его избрали в художественное жюри выставки на острове Монхеган. В годы 1-й мировой войны он работал в команде художника Эверета Уорнера, что создавала защитный камуфляж для военных лодок Соединенных Штатов.
Художник умер в возрасте 78 лет и был похоронен на восточном побережье США возле моря.

## Избранные произведения
- «Швейцарские Альпы», 1887
- «Прилив на острове Монхеган»
- «Вдоль берега»
- «Море в конце дня»
- «Побережья Грет Менен»
- «Морское побережье»
- «В зеленом раю»

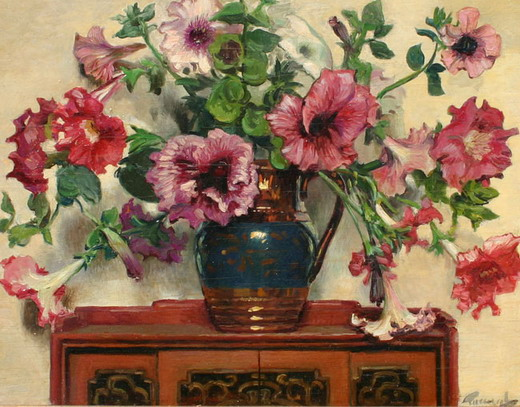
«Цветочный натюрморт»

- «Скалы на побережье острова Сарк», Музей и картинная галерея Гернси
- «Большая волна», Бруклинский музей
- «Новое использование ромовых бутылок», 1922, частное собрание

## Галерея

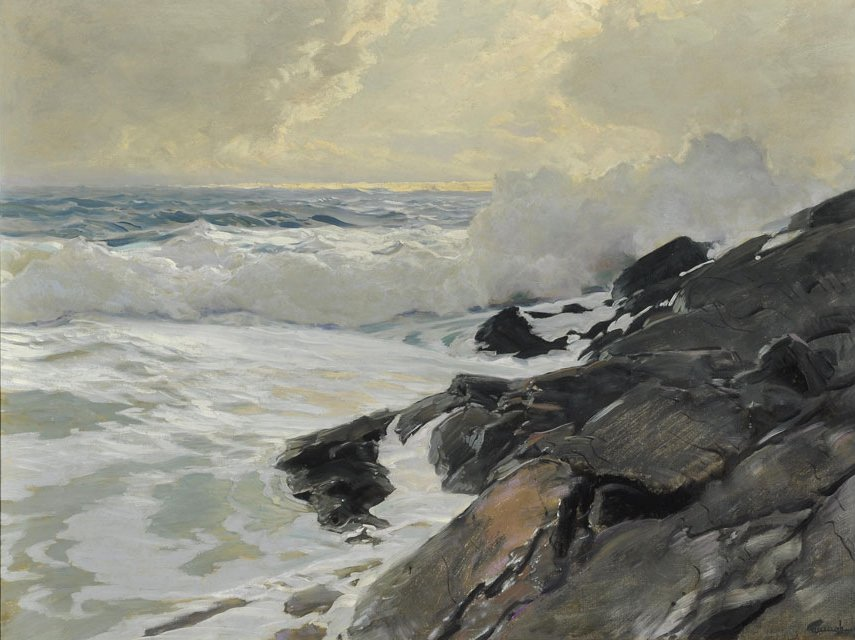
«Вдоль берега»
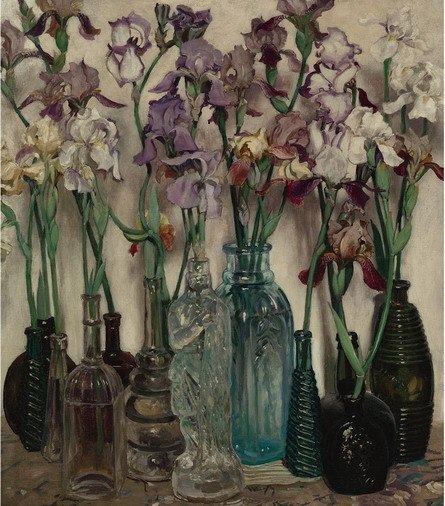
«Новое использование ромовых бутылок», 1922 г., частное собрание